# Thomas Griffin
Thomas Sydney "Tom" Griffin (Sydney, Nova Gal·les del Sud, 19 de febrer de 1884 - Sydney, 19 de desembre de 1950) va ser un jugador de rugbi a 15 australià que va competir amb la selecció d'Austràlia a començaments del segle xx.
El 1908 va ser seleccionat per jugar amb la selecció d'Austràlia de rugbi a 15 que va prendre part en els Jocs Olímpics de Londres, on guanyà la medalla d'or.